# Tamara Lazakovitch
Tamara Vassilievna Lazakovitch (russe : Тамара Васильевна Лазакович), née le 14 mars 1954 dans le village de Goussevo (oblast de Kaliningrad, RSFS de Russie) et morte le 1er novembre 1992 à Vitebsk (Biélorussie), est une gymnaste soviétique. Elle remporte de nombreuses médailles au niveau olympique, mondial ou européen dans les années 1970.

## Biographie
Tamara Lazakovitch évolue en club au Dynamo Vitebsk et est entraînée par Vikenty Dmitriev. Elle est championne du monde par équipes en 1970 à Ljubljana. La même année, elle est championne soviétique en poutre et médaillée de bronze au concours général individuel.
Tamara Lazakovitch participe aux Championnats d'Europe de gymnastique artistique féminine 1971 se tenant à Minsk. Elle est sacrée championne d'Europe en barres asymétriques, en poutre et au concours général individuel. Lazakovitch est aussi médaillée d'argent aux exercices au sol et au saut de cheval. Aux championnats d'URSS, elle est médaillée d'or au concours général individuel et en barres asymétriques et prend la troisième place en poutre et au sol.
Elle continue sur sa lancée aux épreuves de gymnastique aux Jeux olympiques d'été de 1972 à Munich. Elle ne se hisse pas en finale aux barres asymétriques, mais est dans les dix premières places de toutes les autres épreuves. Sixième au cheval d'arçon, elle remporte deux médailles de bronze au sol et au concours général individuel, une médaille d'argent en poutre et est championne olympique du concours général par équipes. Tamara Lazakovitch enrichit son palmarès national d'une médaille d'argent au concours général individuel et de trois médailles de bronze aux barres asymétriques, en poutre et au sol.
Tamara Lazakovitch tombe ensuite dans l'alcoolisme et passe plusieurs années en prison. Elle meurt à Vitebsk en 1992 à l'âge de 38 ans.